# ویکونیسکو (پنسیلوانیا)
ویکونیسکو (به انگلیسی: Wiconisco) یک منطقهٔ مسکونی در ایالات متحده آمریکا است که در Dauphin County واقع شده‌است. ویکونیسکو ۲٫۸۲ کیلومتر مربع مساحت و ۹۲۱ نفر جمعیت دارد و ۲۲۴٫۹۵ متر بالاتر از سطح دریا واقع شده‌است.